# Château de Buzet-sur-Baïse
Le château de Buzet-sur-Baïse est situé à Buzet-sur-Baïse, dans le département de Lot-et-Garonne et la région Nouvelle-Aquitaine.

## Histoire

### Les origines: deux châteaux pour une co-seigneurie
La première mention de Buzet se trouve dans une charte de Bernard Guilhem, comte de Gascogne de 997 à 1009, qui confirme le don fait par son père à l’abbaye de Saint-Sever de trois églises et d’une forêts dans la juridiction de Buzet. Mais il n’est pas alors question du château. Celui-ci apparaît pour la première fois lorsque le successeur de Bernard Guilhem, Sanche de Gascogne (1009-1032), offrit aux moines de Saint-Pierre de Condom, son « domaine (curtem) nommé Buzet et le château (castellum) qu’il avait lui-même fortifié dans celui-ci, avec toutes ses métairies, vignes, bois, prés, pâtures, humides et secs, cultes et incultes (…) ». Comme le précise le texte, le comte de Gascogne avait lui-même ordonné la fortification d’une demeure précédente, ce qui fait qu’on peut le considérer sans trop de doutes comme le fondateur du château de Buzet.

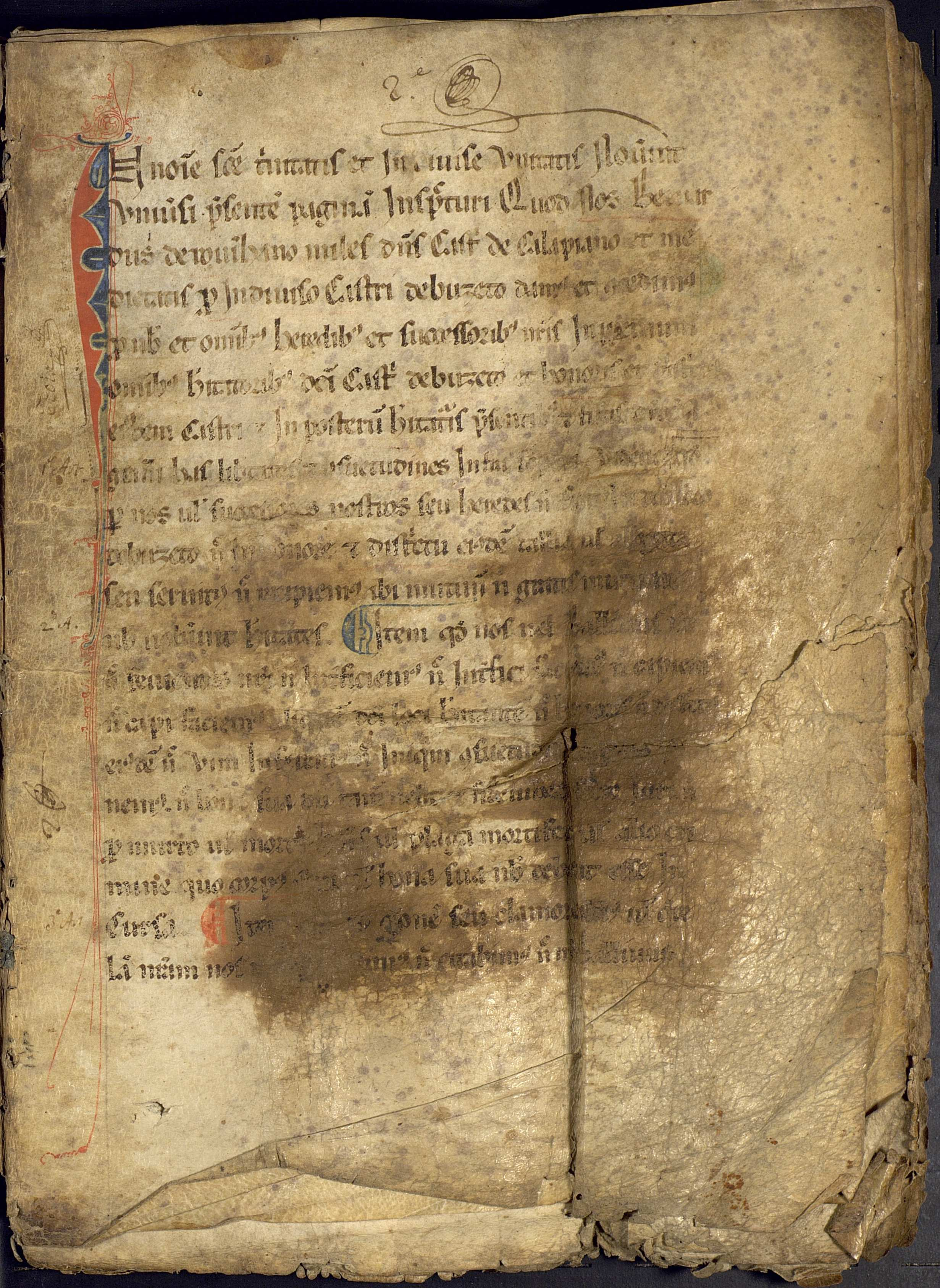
Première page des Coutumes de Buzet de 1273 (AD Lot-et-Garonne E sup. 2546 bis)

Au milieu du XIIIe siècle, sans qu’on sache exactement quand ni comment, les moines ont perdu leur seigneurie sur le château. A leur place, on trouve des seigneurs laïques : en 1259, Bernard de Rovignan prête fidélité au comte de Toulouse pour « ce qu’il possède au château de Buzet et ses appartenances ». Les coutumes de 1273 précisent qu’il y a bien deux co-seigneurs à Buzet, mais ne donnent que le nom de Bernard de Rovignan : l’autre seigneur doit être de la lignée des Piis (ou Pins), qui sont explicitement mentionnés comme possédant la moitié du château de Buzet en indivision dans un hommage au roi d'Angleterre de 1286. Si deux seigneurs se partagent le titre de sire de Buzet, plusieurs autres familles ont pu y avoir des droits, sans avoir là un château. En 1259, Aymeri de Savignac possède lui aussi des droits à Buzet ; en 1286-87, c’est un certain Bernardus Peloti qui prête hommage au roi d’Angleterre pour ce qu’il possède à Buzet.
Chaque seigneur ayant sa demeure, il n’y a alors non pas un, mais deux châteaux se faisant face sur le site de Buzet. À la suite des pillages répétés de Bernard de Rovignan en Agenais, puis à son changement de camp pour le roi de France, des soldats anglais pillent et incendient les deux châteaux de Buzet en 1293-1294, pendant les archers à la solde du roi de France qui gardaient le site. Cette attaque sera un des motifs invoqués pour le déclenchement de la Guerre de Guyenne (1294-1297) par Philippe le Bel. Ce pillage explique probablement que les parties les plus anciennes du château actuel remontent visiblement à la fin du XIIIe siècle ou au début du XIVe siècle, tout comme la tour qui fait face au château, seul vestige du second château du site de Buzet.

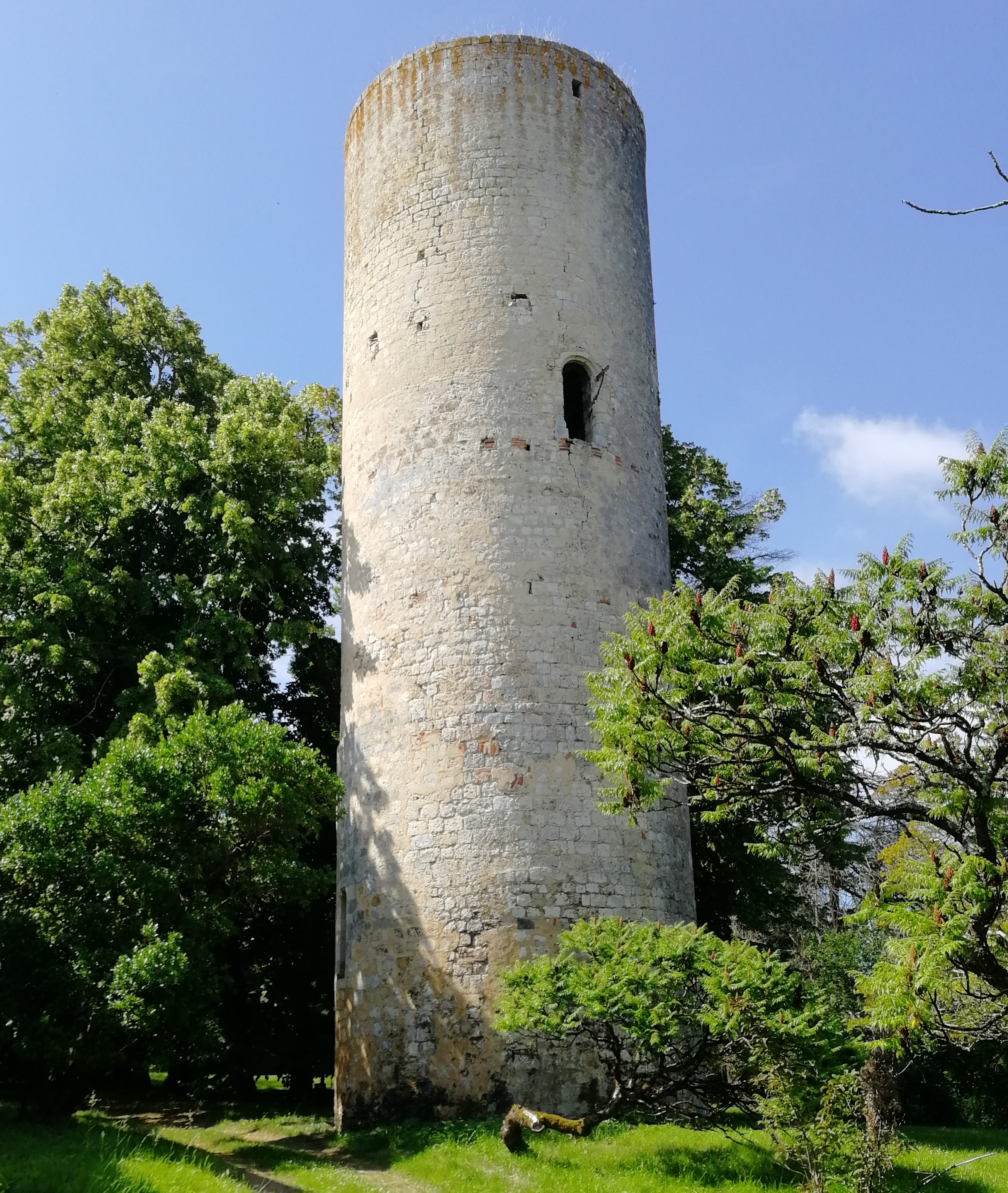
Tour isolée, dernier vestige du "vieux château" (XIII^{e} s.).

### Des Albret aux Grossolles
Le 23 décembre 1385, Bérard d’Albret, seigneur de Sainte-Bazeille, et frère d’Arnaud-Amanieu, sire d’Albret, rachète à Jean de Rovignan la seigneurie de Buzet et toutes ses appartenances contre la somme de 2000 francs d’or. Comme le même Bérard récupère à la même époque l’héritage des derniers seigneurs de Piis, il devient seul seigneur de Buzet. Dès lors, il n’y a plus besoin de deux châteaux sur le site, et l’un des deux est progressivement abandonné et renommé « le vieux château » par les habitants.
L’héritage des Albret de Sainte-Bazeille est à son tour récupéré par Charles II, sire d’Albret, chef de la branche aînée, en 1435. Mais celui-ci semble peu intéressé par le lieu. Moins d’un an plus tard, le 24 février 1436, il engage en fief le château de Buzet comme paiement de 2000 livres qu’il devait à Louis de Noaillan, seigneur du Fréchou, à qui il venait d’acheter la seigneurie de Boulogne (actuelle commune de Saint-Pé-Saint-Simon). Cet engagement temporaire devint un échange définitif en 1445. En 1464, Jean d’Albret, fils aîné de Charles II d’Albret, confirma une nouvelle fois l’abandon de ses droits sur Buzet.
Malgré sa position non loin de la frontière franco-anglaise pendant la guerre de Cent Ans et sur un axe de circulation important, il semble qu’à aucun moment il n’eut à subir d’assaut, au contraire de la plupart des forteresses des environs. La seule grande invasion qui passa non loin, celle du comte de Huntingdon en 1439, bifurqua vers le Sud à Damazan, se dirigeant vers Vianne puis Mézin.

### La Renaissance
Le château de Buzet restait un château parmi d’autres pour les Noaillan, qui avaient la résidence principale au château du Fréchou. Le mariage de Béatrix de Noaillan et d’Antoine de Grossolles en 1504 va complètement changer la donne. Cadet d’une famille originaire de serviteurs des comtes d’Armagnac, Antoine va faire du château de Buzet sa résidence principale, et ses descendants vont continuer d’y habiter jusqu’à la fin du XVIIe siècle. Bien que l’on manque de documents pour dater de manière précise les travaux effectués à cette époque, de nombreuses structures du château portent la marque du XVIe siècle, comme la tour octogonale sur la façade sud du château, qui abrite un bel escalier à vis. Au début du siècle suivant, le château continua d’être embelli, comme en témoignent les plafonds peints à l’étage du château, où l'on retrouve des emblèmes ou symboles cryptés qui ont été tirés de l'ouvrage d'un érudit italien du milieu du XVIe siècle, Andrea Alciat.
Un grand moment du château fut la visite, le 1er août 1565, du roi Charles IX à Buzet. Le roi de France termine alors sa grande tournée qui lui a fait parcourir tout le royaume de France, et après avoir passé plusieurs jours à la cour des Albret à Nérac, il se rend à Buzet sur le chemin vers Bordeaux. Les Grossolles étaient alors des soutiens du parti royal et catholique dans un Gascogne où le parti protestant avait de nombreux bastions. Certes, il n’y passa qu’une nuit, mais comme le roi voyageait avec toute sa cour, plusieurs milliers de personnes, l’événement marqua durablement Buzet.

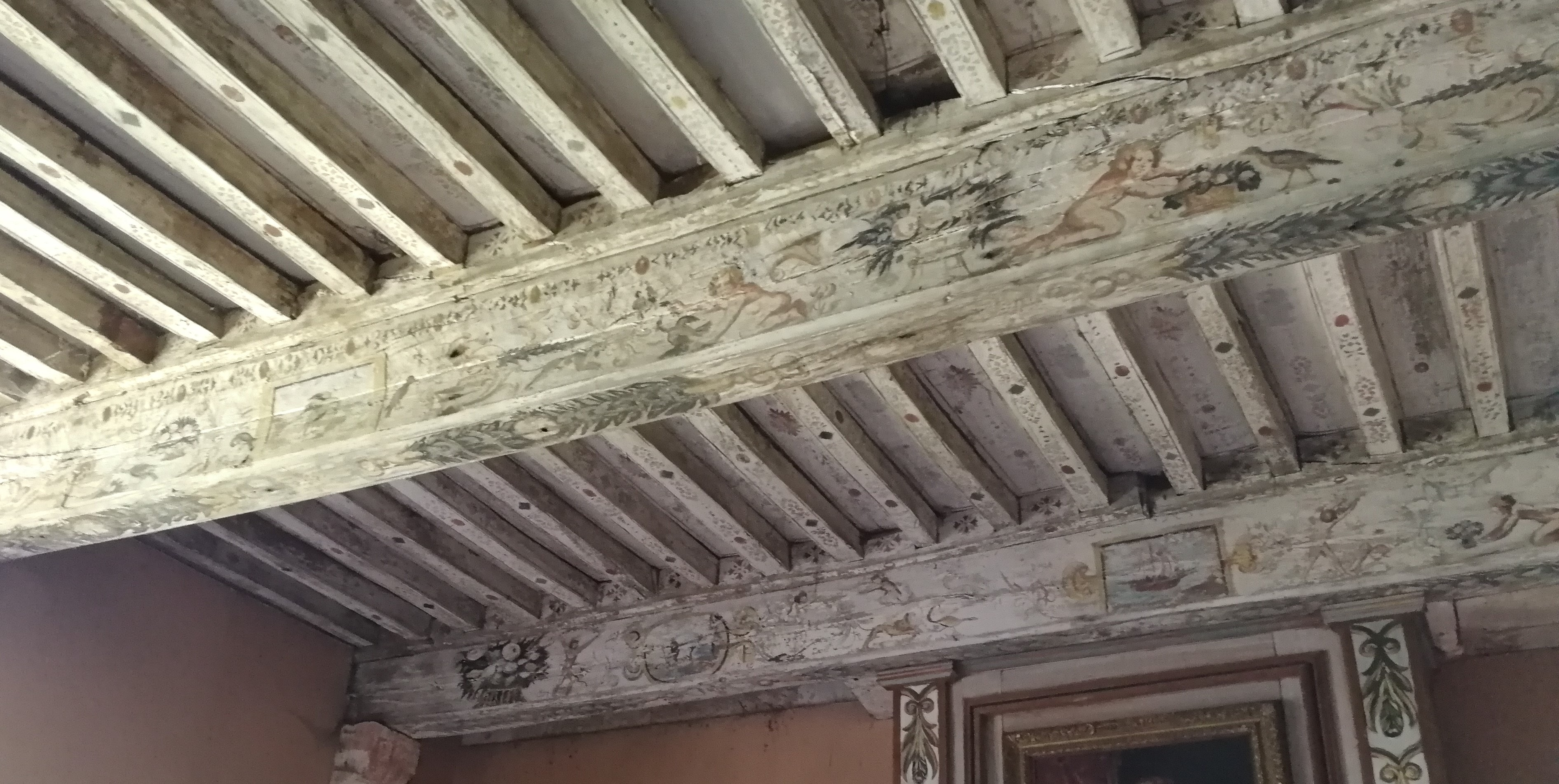
Plafonds peints du château de Buzet.

### Ancien régime et révolution française
La mort d’Antoine Agesilas de Grossolles, sire de Buzet qui avait rejoint la Fronde, le 2 juillet 1652 lors de la bataille du Faubourg Saint-Antoine, marque la fin d’une époque pour le château de Buzet. Si la veuve du défunt, Marie-Françoise Le Hardy de La Trousse, continue d’habiter le château, d’où elle correspond avec de grands esprits de son temps, ses enfants s’installent à Paris, puis à Versailles. Jusqu’aux années 1760, le château de Buzet est donc le plus souvent une coquille vide, et la seigneurie est gérée par des intendants.

Aquarelle représentant la façade Nord du château de Buzet dans les années 1780 (Arch. Nat., 111AP 61).

À partir des années 1760, Emmanuel François de Grossolles, comte de Flamarens, lance de nouveau des travaux de modernisation du site castral. Il aménage des allées et jardins. Son travail est poursuivi et accéléré par Agésilas Joseph de Grossolles dans les années 1780. Il aménage une aile à l’Ouest du château, installe une salle de bain moderne, refait les terrasses de la façade nord et sud, et le premier envisage de transformer définitivement ce qui reste de l’ancien bourg castral en un parc d’agrément.
Lors du déclenchement de la Révolution Française, Agésilas-Joseph de Grossolles, faisant partie de la noblesse « éclairée », rejoint la garde nationale de Buzet et adopte les idéaux révolutionnaires. Ses biens ne sont donc pas menacés avant 1793, lorsque plusieurs membres de sa famille émigrent. Il est alors emprisonné préventivement à Toulouse, et le château échappe de peu à la destruction quand un arrêté du 23 vendémiaire an II (14 octobre 1793) ordonne la destruction de tous les châteaux forts du district. C’est finalement un débat de procédure sur la hauteur des tours du château par rapport au corps du logis qui permet de faire traîner l’affaire, et sauve le bâtiment !

### Le XIXesiècle

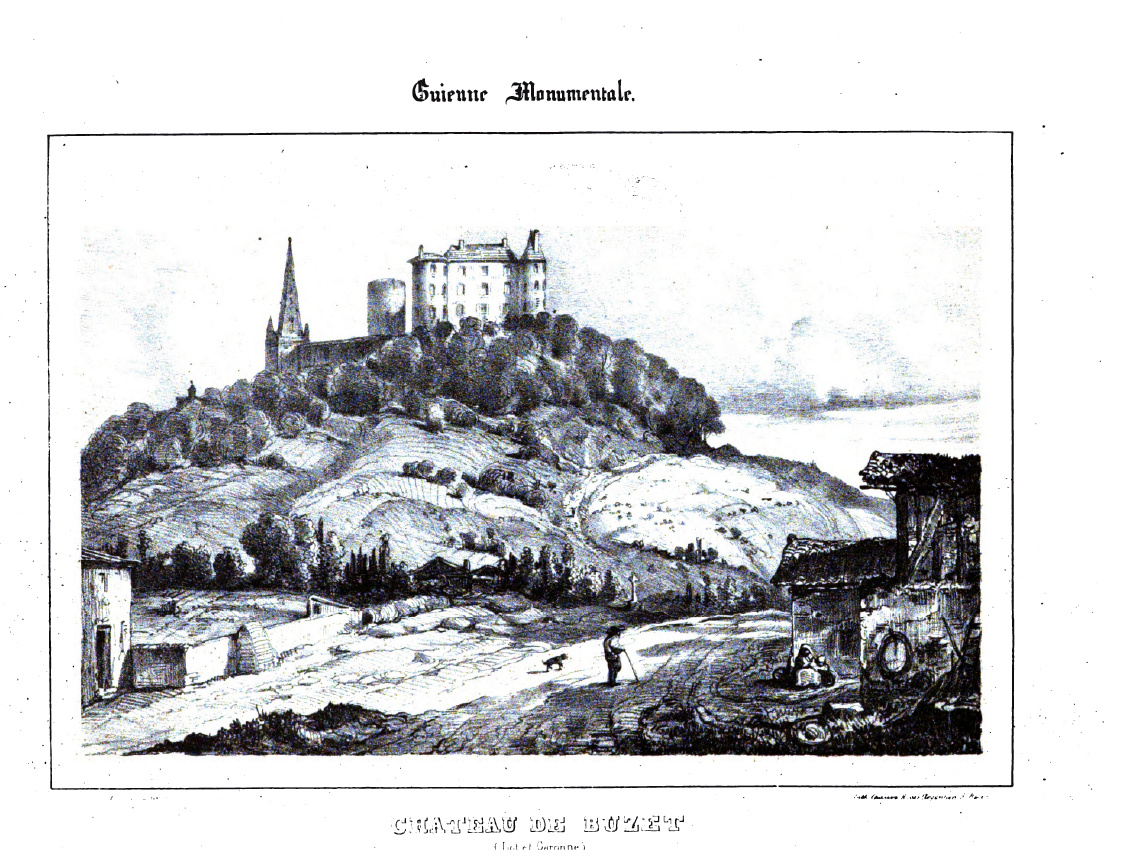
Le château en 1842.

Dans les années qui suivent, les travaux d’aménagement du château reprennent. À la mort d’Agésilas-Joseph de Grossolles sans héritier direct, en 1818, c’est sa cousine Joséphine de Grossolles qui lui succède, et qui transmet le château à son époux, Christophe de Beaumont, fervent monarchiste. Le château étant désormais une bâtisse au goût du jour pour l’époque, le couple le choisit comme résidence principale. Ils y reçoivent leurs amis et relations, dont la célèbre George Sand, qui passa quelque temps dans la région à la suite de son mariage avec le Baron Dudevant, installé à Pompiey, non loin de là. Dans ses Mémoires d’une vie, elle raconte : « A Buzet, dans les splendides plaines de la Garonne, la famille de Beaumont nous attirait par des réunions nombreuses et des charades en action dans un château magnifique. »
En 1852, Marie de Beaumont (1833-1915), dernière héritière de la famille, épousa Alfred de Noailles (1825-1895), et lui transmit la possession du château de Buzet. Ce dernier partagea sa vie entre Paris et Buzet. Il entreprit les dernières constructions et rénovations importantes sur le site du château : ajout d’une aile à l’Est dans les années 1860 sous la direction de l'architecte Duphot, de Bordeaux, destruction du vieux château et des dernières maisons du bourg castral, transformation de l’église paroissiale en une chapelle privée… Passionné par la vigne, il transforma aussi le domaine du château en une exploitation viticole modèle, triplant le prix des bouteilles du vin de Buzet et les exportant aussi loin que la Chine, le Japon, les Etats-Unis… Il sut aussi lutter efficacement contre le Phylloxéra grâce à un investissement financier et humain constant.

### De l'abandon au sauvetage (XXesiècle à nos jours)

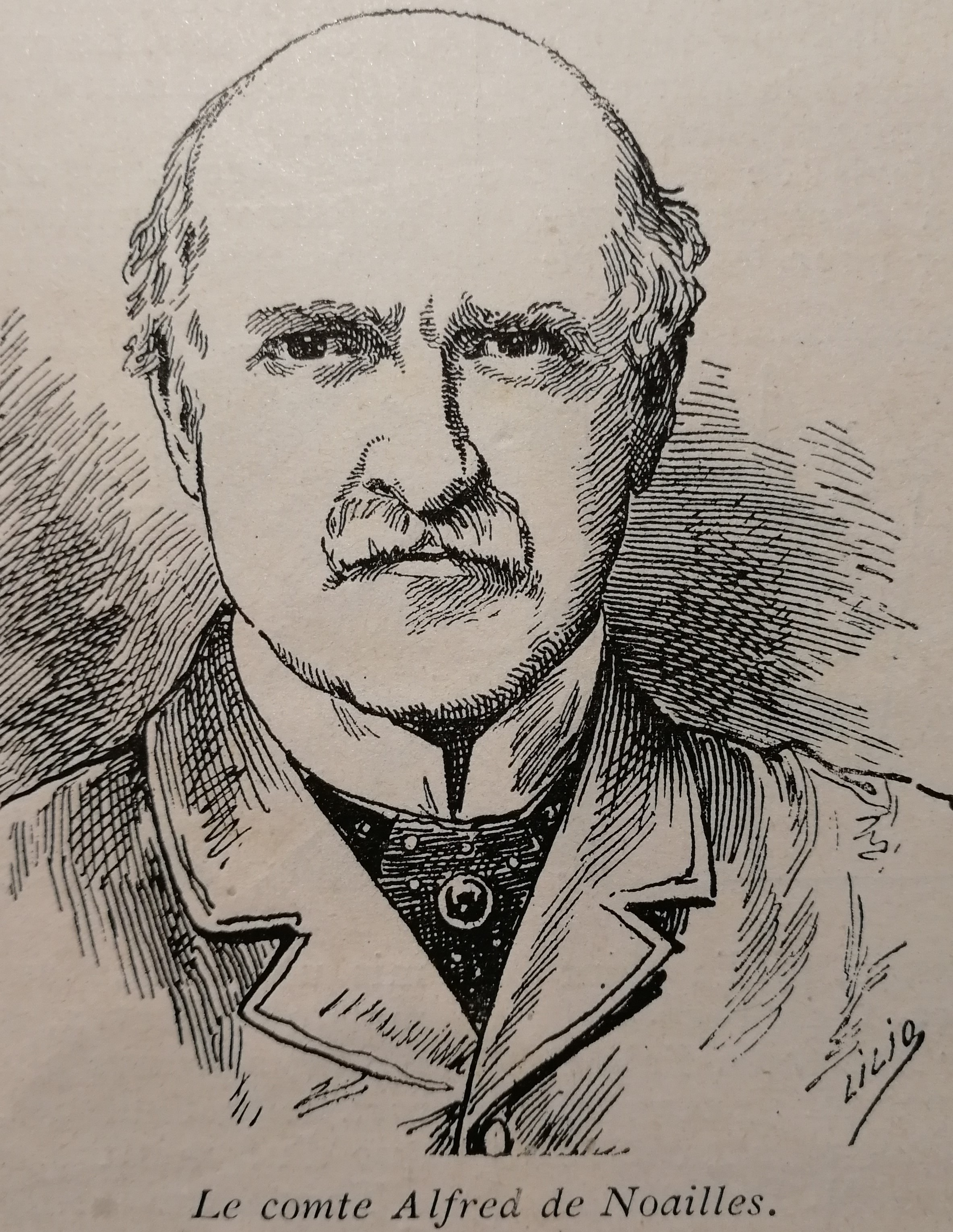
Dessin d'Alfred de Noailles paru dans Le Triboulet en mai 1886 (Arch. Nat. 111AP 8).

À la mort d’Alfred de Noailles en 1895, seule sa veuve continua d’habiter dans le château jusqu’à son trépas en 1915. Les enfants du couple, considérant la bâtisse et le domaine trop coûteux à entretenir, voulurent rapidement s’en séparer. Le 15 janvier 1931, après plus d’une décennie où le château fut délaissé, ils trouvèrent des acheteurs en la personne de Giovanni Kröss et ses frères, nés autrichiens au Tyrol du Sud, mais désormais italiens à la suite de l’annexion de la province après la Première Guerre mondiale. Les Kröss étaient établis à Pécarrère, non loin du château, et ils ne s’en servirent que comme d’un lieu de réception exceptionnel. La bâtisse resta donc vide.
Lors de la Seconde Guerre mondiale, de 1939 à 1942, le château accueillit des réfugiés du Bas-Rhin, à savoir les pensionnaires de l’asile de Bischwiller. Des soupçons de collaboration touchèrent les Kröss, qui s’enfuirent à la Libération. L’aile Est du château, la plus récente, hébergea aussi du 22 juin au 14 juillet 1944 la 5e compagnie du régiment Deutschland, qui formait avec d’autres troupes restées dans le Sud-Ouest le Nachkommando de la 2e division SS Das Reich. Le régiment fusilla plusieurs habitants en ville avant de partir.
Le château fut mis sous séquestre comme bien étranger de 1944 à 1951. Il accueillit alors quelques colonies de vacances qui procédèrent à de menues réparations, mais se plaignirent déjà de l’état de délabrement avancé de la bâtisse. Les coûts d’entretien étaient trop élevés, et l’État se désengagea, rendant le château aux Kröss en 1951. Ceux-ci ne purent cependant s’y rendre à cause de la relation très tendue qu’ils entretenaient avec le maire de Buzet, René Dupouy. Le château fut donc entièrement laissé à l’abandon, et pillé par certains habitants de la région, qui le dépouillèrent de ce qui y restait : marbres, glaces, et même grille du potager.

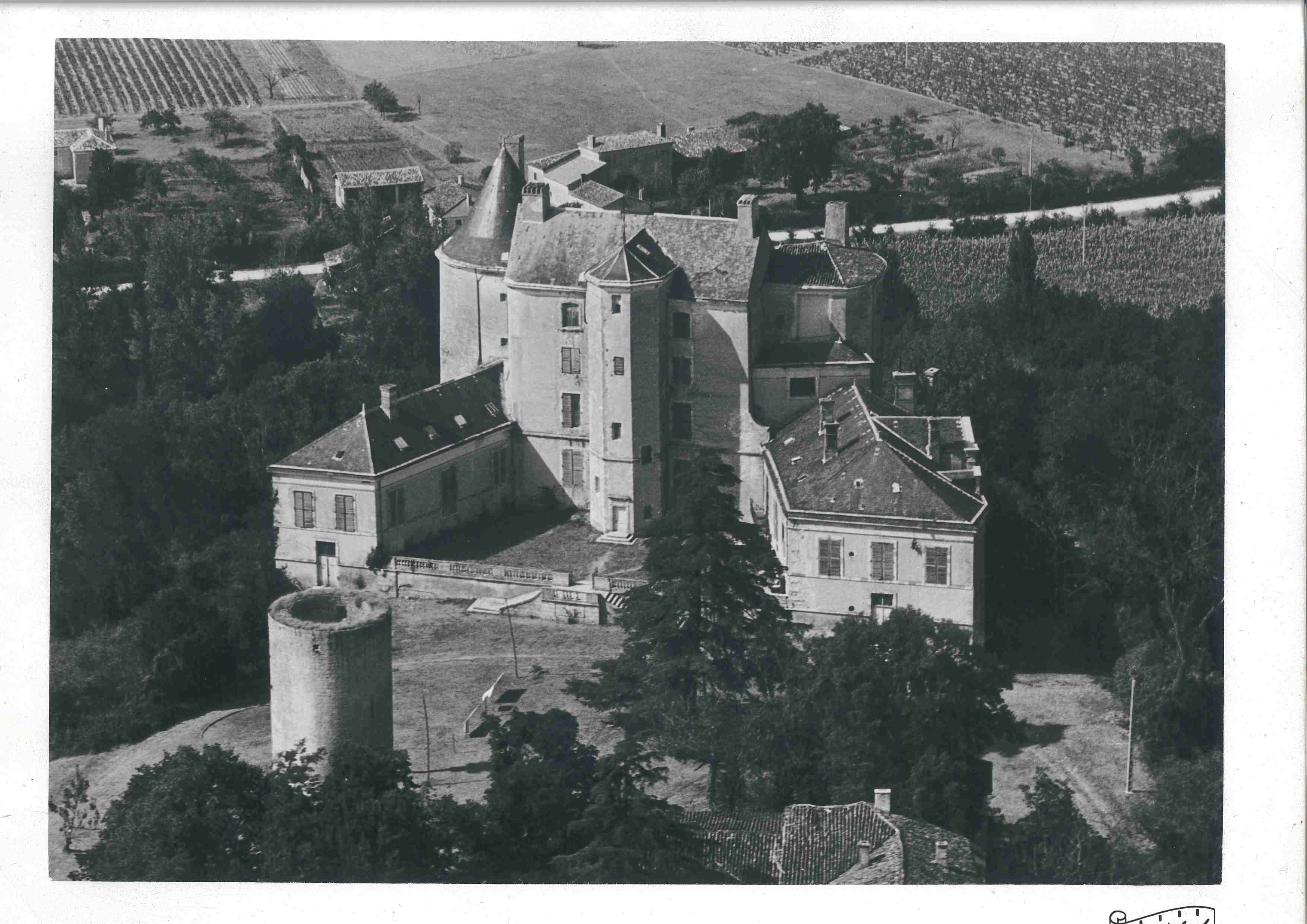
Photographie aérienne du château Buzet par Ray Delvert en 1949 (AD Lot et Garonne, 1769W 485). On remarque les deux ailes aujourd'hui détruites.

En 1966-1967, le docteur Chapeyrou, membre du Comité de protection des anciens monuments et sites, procéda à une campagne de sauvegarde du château, concentrant ses efforts sur l’aile Est et l’église, qui étaient les lieux les plus endommagés. Mais le 15 septembre 1969, un incendie criminel fut allumé dans l’aile Est du château, la même qui avait hébergé un temps les soldats allemands. Les pompiers arrivèrent trop tard pour pouvoir sauver cette aile, mais sauvèrent la bâtisse principale.
Finalement, en 1972, plusieurs habitants de la région rachetèrent le château aux Kröss pour une somme symbolique. N’ayant pas les moyens de restaurer l’aile détruite, et craignant qu’elle ne dissuade les acheteurs potentiels, ils détruisirent les deux ailes construites aux XVIIIe et XIXe siècles, y compris la chapelle plus ancienne que recouvrait l’aile est. Ce faisant, ils détruisirent l’entrée principale du château, qui se trouvait à la jonction entre aile Est et tour Est. En 1981, le château fut racheté par un couple de docteurs bordelais, les Demangeat, qui effectuèrent les derniers travaux, en finançant notamment une réfection de la charpente et du toit de la tour est en 1995. Leurs héritiers le mirent en vente en 2014, avec son parc de 12 hectares. Le tout fut acheté en 2018 par la Cave des vignerons de Buzet.
Les façades et les toitures du château, avec, au rez-de-chaussée les cheminées , la salle à manger et la salle de compagnie, les façades et toitures des communs, la tour ronde située au milieu du parc, les  Vestiges architecturaux du parc, ainsi que le portique à colonnes ont été inscrits au titre des monuments historiques en 1989 et les plafonds peints des chambres du premier étage ont été classés au titre des monuments historiques en 1991,.

## Le parc du château et l'ancien bourg du Haut-Buzet
Un bourg castral est né à l’ombre des deux châteaux, probablement dès le XIe siècle. Ce bourg fut longtemps le chef-lieu de la seigneurie, l’endroit nommé Buzet, tandis que la ville actuelle, en contrebas du château, se nommait Lagravère. Pourtant, l’essentiel de la population a toujours vécu en contrebas de la colline. Il y a deux raisons à cela : l’éminence est étroite, déjà largement occupée par deux châteaux, une église et des murailles et fossés ; l’accès à l’eau y est difficile, et fut longtemps limité à un abreuvoir et deux puits.

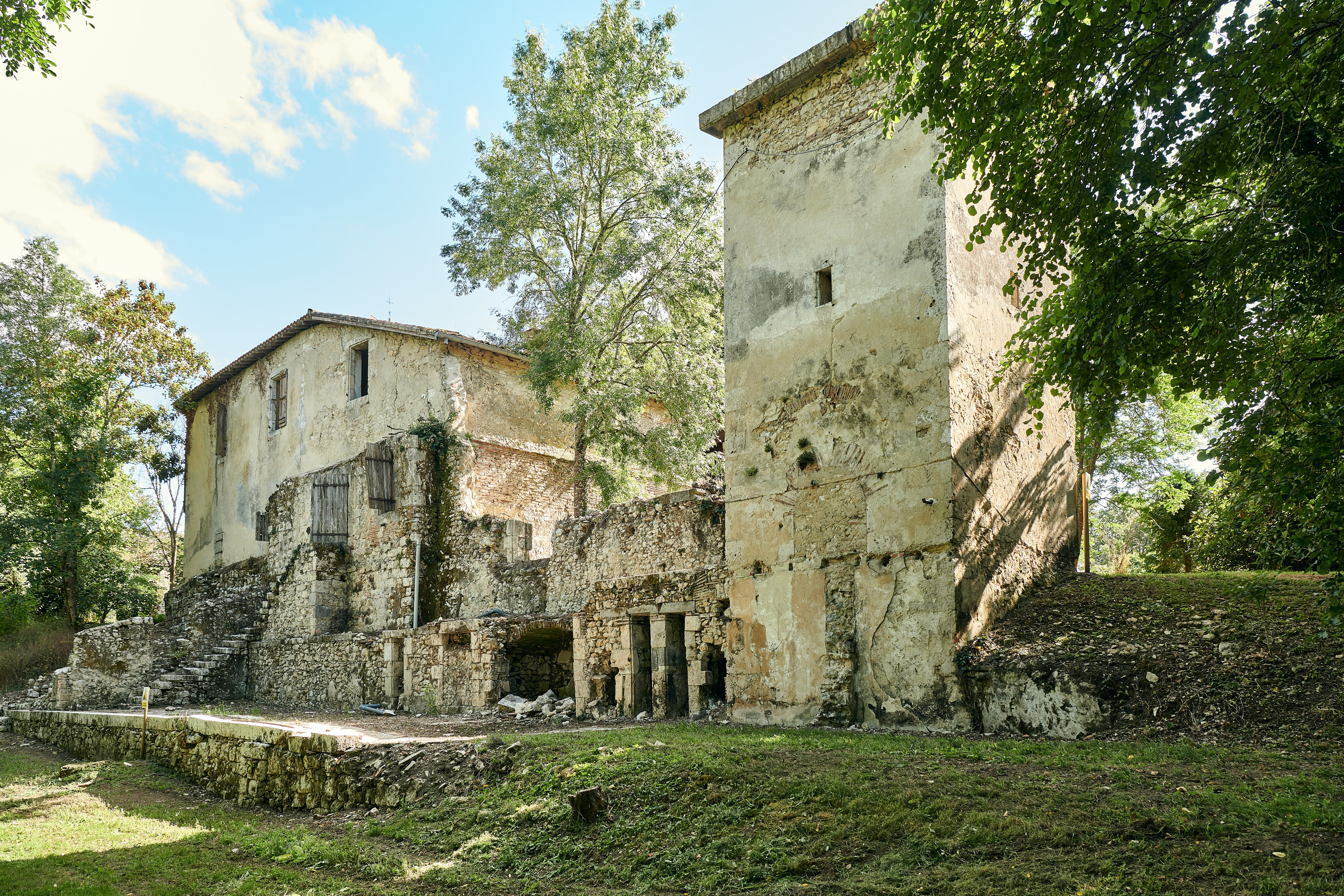
Ruines du village du Haut-Buzet, aujourd'hui intégrées aux écuries du château.

Les arpentements du XVIIe siècle indiquent que le bourg du Haut-Buzet (qu’on appellera ainsi pour le distinguer du bourg actuel) comptait tout au plus une trentaine de familles. Ce nombre avait sans doute été plus élevé au Moyen Âge, et il baissa continuellement jusqu’à ce que le village soit si vide que les seigneurs eurent l’idée de le remplacer par un parc d’agrément. Une première étape eut lieu dans les années 1760-70 : on planta des marronniers le long des routes et sur une terrasse, on construisit une grande place arborée en face du château, au cœur du bourg, et on démolit une des trois portes fortifiées de la ville, celle située à l’Est, dite Porte d’Orient.

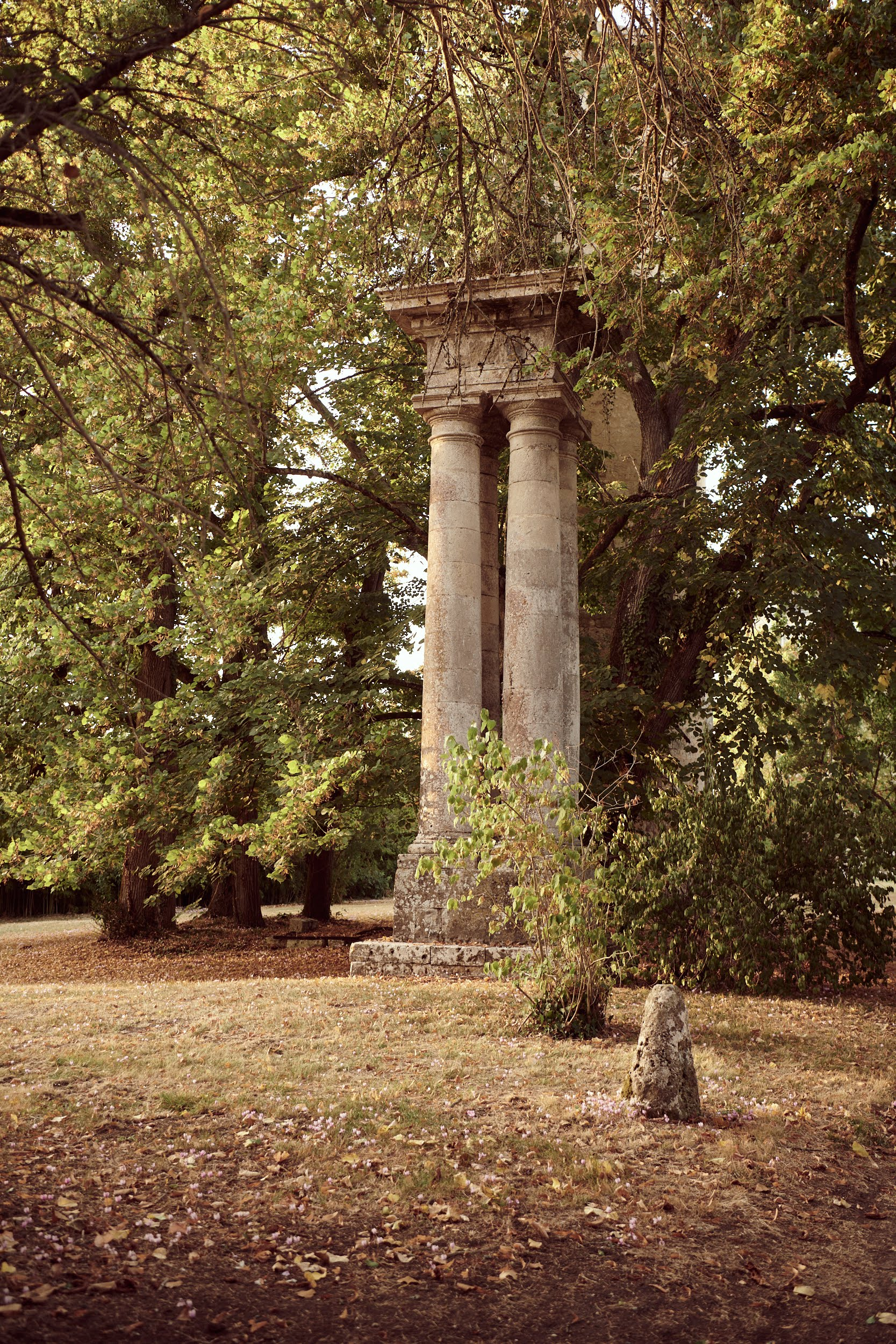
Colonnades marquant l'emplacement de l'ancien hôtel de ville de Buzet, démoli dans les années 1780.

À partir de 1783, Agésilan-Joseph de Grossolles fut le premier à envisager véritablement la disparition du village au profit d’un parc. Il entama une politique de rachat systématique des maisons du Haut-Buzet, afin de les démolir pour créer des espaces d’agrément : les plans qu’il commanda à cette époque ne désignaient déjà plus le village que comme la « grand cour » du château. Il transforma l’ancien verger seigneurial en orangeraie, et au-delà aménagea un espace réceptif à thème chinois, construisant un pont d’agrément et trois pavillons dont le plus original était une sorte de réplique d’une pagode, et un « pavillon de la chaumière », qui existe encore aujourd’hui. L’ensemble des travaux d’aménagement de cet espace furent confiés à un architecte parisien renommé, Soufflot le Romain. Les autres maîtres artisans venaient tous de Paris : les meubles du pavillon chinois furent fournis par Georges Jacob, célèbre ébéniste, les peintures furent faites par Pierre-Joseph Lécrivain, maître peintre et doreur vivant dans l’île de la Cité, la menuiserie par Antoine Bell, la serrurerie par Clément et la charpente par Hugaud, tous des Parisiens. Agésilas Joseph continua aussi la démolition des murailles de la ville, pour ouvrir une vaste perspective rectiligne le long de la grand-rue, qui allait de la cour château à l’espace de réception qu’il avait créé derrière son potager, en passant par le parvis de l’église.

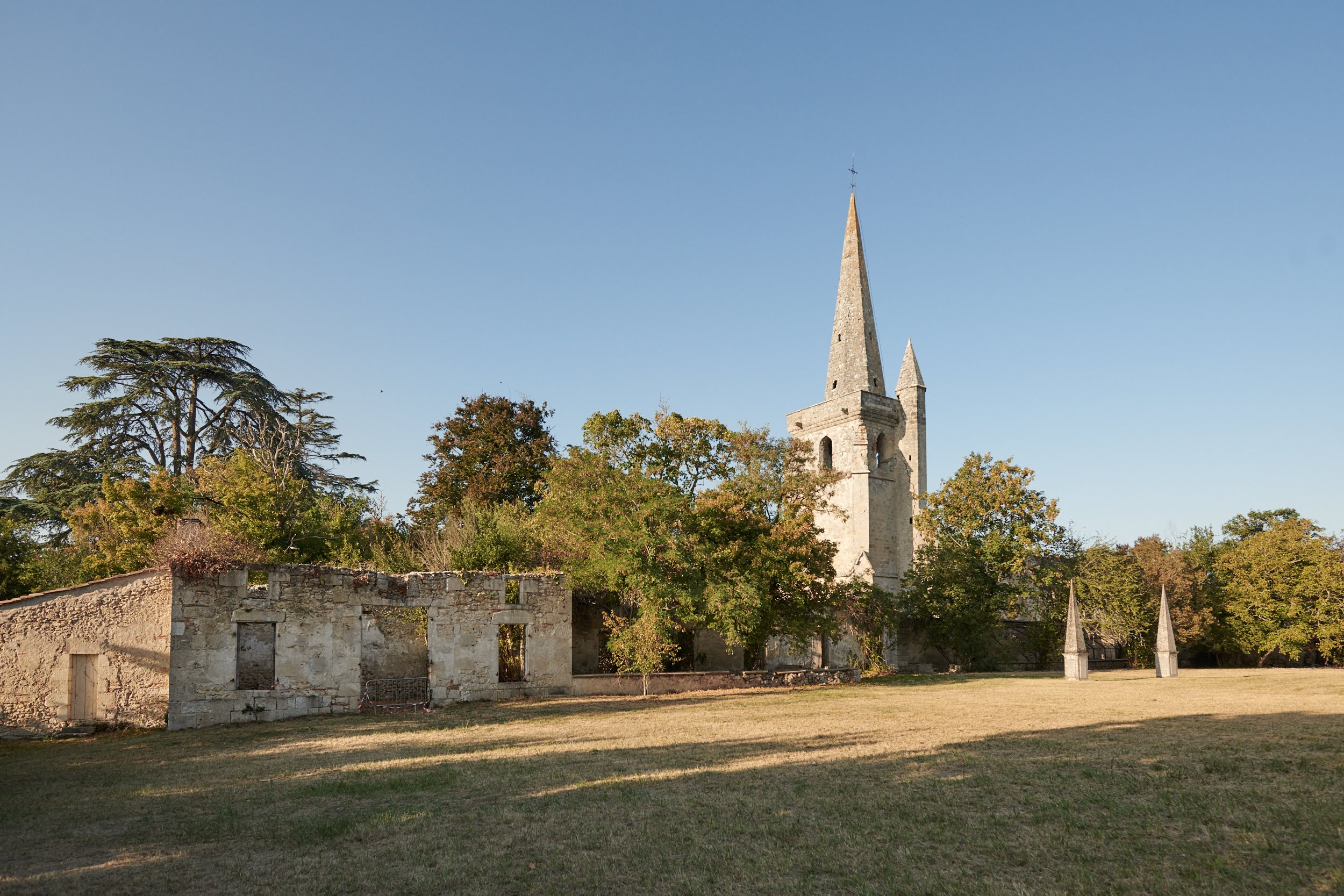
Le potager, la maison en ruine du jardinier et l'église Notre-Dame, dans le parc du château.

Dans les années 1820, Christophe de Beaumont, nouveau châtelain, reprit le projet interrompu momentanément par la Révolution Française. A un rythme très soutenu, il racheta presque toutes les maisons subsistantes du Haut-Buzet, et à la suite de procès avec la commune dans les années 1830, parvint à exproprier les autorités municipales de la plupart des terres qui leur appartenaient encore dans l’ancien village. Toutefois, il abandonna le jardin d’inspiration chinoise de son prédécesseur pour préférer un jardin à l’anglaise, plus dans le goût du temps. C’est ce mélange qui fait encore aujourd’hui du parc du château de Buzet un jardin « anglo-chinois ». Le dernier habitant du Haut-Buzet vendit sa maison en 1866, à l’époque d’Alfred de Noailles. De nos jours, il ne reste plus du bourg que quelques ruines périphériques, et la maison du cordonnier Lacombe, qui fut fusionnée aux écuries des seigneurs afin de les agrandir. Alfred de Noailles racheta aussi en 1870 l’église paroissiale en ruine, dont la nef s’était écroulée en novembre 1849, et qui avait été abandonnée par les habitants. Il transforma le clocher en une chapelle privée. Il fit disparaître les derniers chemins communaux, et rasa les ruines du vieux château, à l’exception de sa plus haute tour, qu’il utilisa comme château d’eau après avoir installé un bélier hydraulique. La mort d’Alfred de Noailles marqua l’abandon du château, et par la même occasion du parc, qui ne servit plus que de verger et potager sous les Kröss.